# Boeing B-47 Stratojet
Il Boeing B-47 Stratojet di costruzione statunitense è stato il primo bombardiere con motore a reazione di successo a livello mondiale. Prodotto tra il 1947 e il 1955 in oltre 2.000 esemplari, esso ha portato la tecnologia dei bombardieri a reazione a un livello di affidabilità e di efficienza senza precedenti, come anche il totale degli aerei prodotti, ma non ha mai avuto popolarità tra i suoi piloti, specie all'inizio della sua carriera, che peraltro fu molto breve.
È importante soprattutto per aver introdotto due soluzioni fondamentali (ali a freccia e motori montati in pod sotto le ali), che hanno enormemente influenzato il mercato degli aviogetti di linea, a partire dal Boeing 707, che adottava peraltro la versione "civile" dei suoi motori.

## Sviluppo
Quando finì la seconda guerra mondiale, i motori a pistoni avevano raggiunto uno straordinario livello di potenza e sofisticazione: apparati come i turbocompressori bi o tri-stadio, sistemi di raffreddamento sofisticati, eliche metalliche a passo variabile e potenze che oltrepassavano i 2.000 cavalli.
Ma nemmeno questo bastava per stare al passo dell'innovazione tecnologica che oramai stava diventando reale: l'applicazione del turbogetto alla propulsione aeronautica, con un elevato incremento della potenza e della semplicità del disegno sia dell'aereo che del motore. I lavori per la nuova generazione di aerei a reazione erano già cominciati, ma siccome all'epoca il progresso aeronautico era estremamente rapido, molti progetti risultavano già superati nell'arco di pochi mesi dalla loro ideazione.
Uno di questi era lo studio eseguito dalla Boeing per un B-29 con motori a reazione, designato Model 424, che era uno studio del 1944 riguardante una superfortezza "rimpicciolita" con quattro turbogetti, abbandonata presto però a causa dell'insoddisfacente disposizione dei motori.
La specifica che poteva costituire la base del futuro B-47 venne emessa nel 1943, ma riguardava un ricognitore-bombardiere veloce; una nuova specifica venne emessa nel tardo 1944 e prevedeva una velocità di 880 km/h. La Boeing continuò nello sviluppo dei suoi studi con il Model 432, in cui i motori non erano più sotto l'ala, ma dentro la fusoliera.
Nel frattempo, una delegazione di tecnici e scienziati guidata da Theodore Von Karman investigò in Germania i progressi ottenuti nell'aerodinamica da parte degli scienziati tedeschi e la sua conclusione fu che l'epoca delle ali diritte, sia pure di elevate caratteristiche, era oramai finito: per le alte prestazioni occorreva l'ala disposta a freccia, grazie alla sua capacità di ridurre la resistenza indotta ad alti numeri di Mach. La cosa però non era tanto semplice: il progetto di un velivolo con ali a freccia deve tenere in conto della posizione del baricentro con molta più cura di quanto accade per i velivoli con ali diritte, e la velocità d'atterraggio tende ad aumentare notevolmente.
L'ala diritta del progetto Boeing, per quanto molto più sottile di quella del B-29, venne comunque ben presto giudicata obsoleta e sostituita con un nuovo modello, stavolta con ali a freccia ad elevato allungamento, e i motori, per non gravare all'interno della fusoliera e causare incendi pericolosissimi (specie con il quantitativo di carburante presente a bordo e la scarsa affidabilità dei turbogetti dell'epoca, soprattutto se si considera che ne erano montati sei esemplari), vennero posizionati sotto le ali.
Procedendo nello sviluppo, un poco per volta il B-47 prese forma, finendo per cambiarla anche in maniera consistente, come quando vennero aggiunti due motori in gondole esterne. Alla fine, il prototipo XB-47 decollò per la prima volta nel settembre 1947. Dopo innumerevoli riprogettazioni e incertezze, nel 1951 il primo B-47A entrò in servizio.

## Tecnica

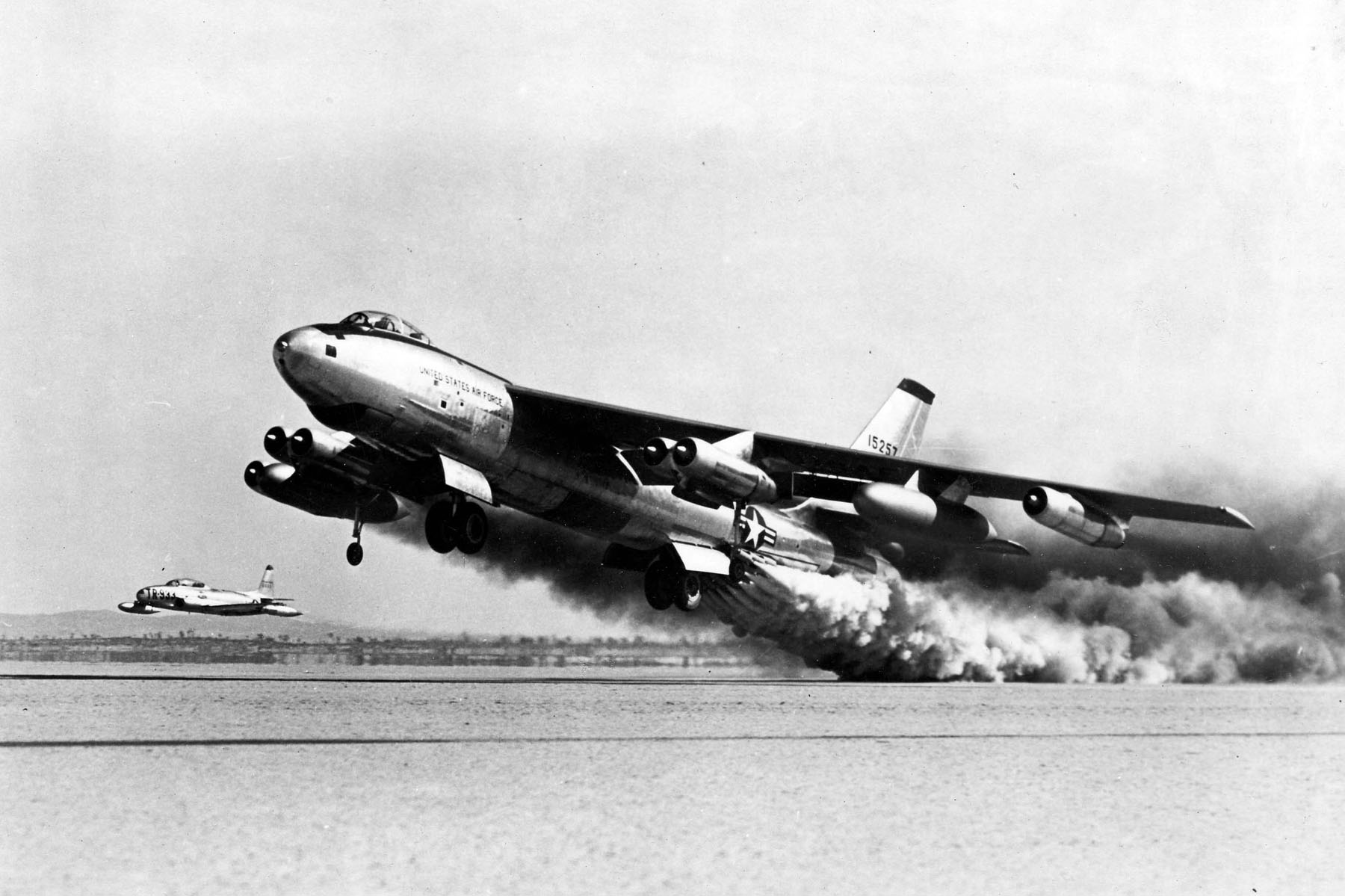
Un prototipo in fase di decollo

Il nuovo prodotto Boeing era un elegante ed imponente esareattore che si ergeva, con la sua massiccia fusoliera e l'ala in posizione elevata, su di un carrello d'atterraggio a stretta carreggiata e che era dotato di un'aerodinamica straordinariamente avanzata, con una forma molto raffinata in ogni dettaglio.
L'ala era a freccia di 35 gradi, elevato allungamento, con i motori sistemati in quattro piloni subalari. La posizione dei propulsori non era certo l'unico motivo d'interesse della velatura alare. Essa era talmente sottile che non esisteva lo spazio per serbatoi interni, e addirittura le sue estremità a terra si flettevano di 1,5 metri. Persino in volo tendevano ad essere inclinate in maniera anomala verso l'alto.
La fusoliera, libera da ogni esigenza propulsiva, conteneva il carburante, oltre 60.000 litri che consentivano un'autonomia accettabile, anche se inferiore a quanto necessario per missioni intercontinentali.
Il comparto equipaggio era dotato di soli 3 posti, con il pilota e il co-pilota/armiere sistemati in tandem, sotto un tettuccio praticamente "a goccia" sulla sommità della fusoliera. Il secondo membro d'equipaggio poteva ruotare il sedile di 180 gradi e azionare l'armamento difensivo, che a causa dell'elevata velocità dell'aereo era presente solo nel settore di coda. Grazie all'automazione del complesso sistema A-5, il puntatore non aveva bisogno di essere dentro la parte caudale dell'aereo, e poteva far funzionare in maniera remota le armi difensive. Il terzo membro d'equipaggio era il navigatore-addetto al sistema di bombardamento, equipaggiato con il sistema di bombardamento K-2, estremamente sofisticato e complesso per l'epoca. Il carico bellico era di circa 9.000 kg, sistemato interamente nel vano portabombe in fusoliera, non particolarmente ampio e pensato soprattutto per i carichi "atomici", una bomba A o H.
I motori erano i J47, che avevano sostituito i precedenti J35 del prototipo. Essi erano i turboreattori assiali standard per la fine degli anni '40, che equipaggiavano gli F-86 Sabre, ma 6 esemplari tuttavia non erano ancora sufficienti per la massa dello Stratojet, restando spesso indietro come potenza rispetto al peso, tanto che furono necessari miglioramenti continui e un pacco di razzi JATO da 454 kg di spinta per facilitarne il decollo.

## Versioni

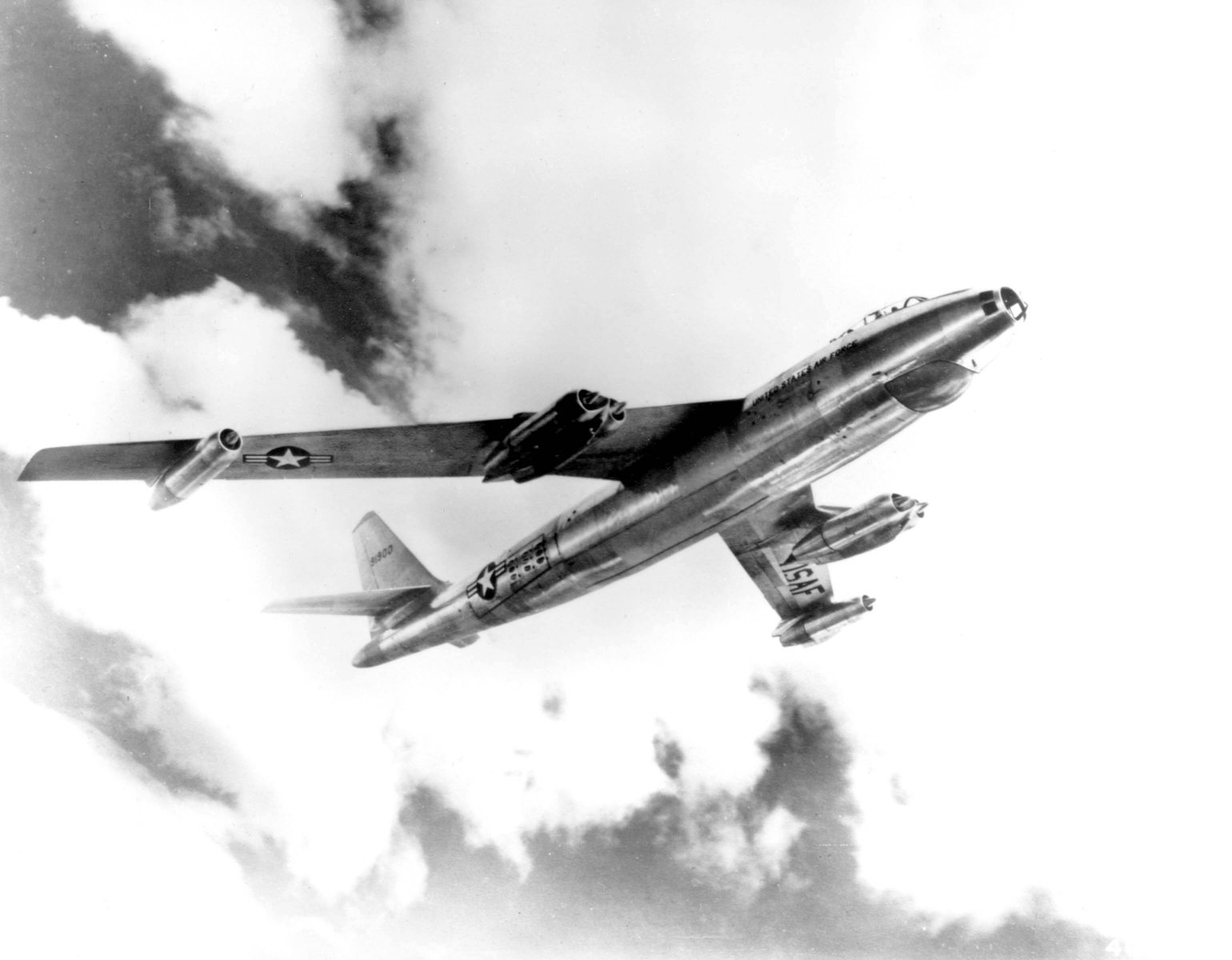
B-47A.

- XB-47: i prototipi del B-47, dotati di motori J35 (poi cambiati con i J47) e generalmente privi di armamenti difensivi. L'XB-47 decollò nel settembre 1947, e nel 1949 stabilì un record non ufficiale di traversata degli Stati Uniti, con oltre 3.200 km percorsi ad una velocità di oltre 800 km/h.
- B-47A: modello praticamente di pre-serie, 10 velivoli consegnati dalla fine del 1950. Vennero fabbricati dallo stabilimento Boeing di Wichita, Kansas, ed ebbero vari problemi da affrontare, come quello di una motorizzazione insufficiente e dei seggiolini inaffidabili, che provocarono la morte di un pilota collaudatore. Entrati ufficialmente in servizio nel marzo 1951, non ebbero mai impiego operativo.
- B-47B: primo vero modello operativo dello Stratojet. Aveva il sistema di bombardamento radar K-2, dotato di 370 valvole e 20.000 componenti sparsi per l'aeroplano, un radar d'allerta AN/APS-54 e un set di contromisure AN/APT-5 A. I seggiolini eiettabili, molto inaffidabili, vennero sostituiti con un'uscita d'emergenza, che si rivelò una soluzione ancora peggiore. Il B-47B entrò in servizio nel marzo 1951, ma le modifiche che vennero richieste (circa 2.000) ne ritardarono l'operatività. Quando entrò in servizio, il velivolo era in grave soprappeso e instabile ad alta quota, oltre che "duro" ai comandi. Oltre a questi problemi, il sistema K-2 era troppo complesso ed inaffidabile. I B-47B, 399 prodotti entro il 1953, vennero poi portati allo standard B-47E, il cui avvento cancellò gran parte degli oltre 1.700 velivoli di questa versione ordinati.
- B-47E: versione del B-47 di gran lunga più importante e prodotta, con un totale di 386 prodotti dalla Lockheed Corporation, 691 dalla Boeing e 264 dalla Douglas. Il B-47E incorporava molte modifiche rispetto al precedente B: i motori, i General Electric J47-GE-25, che consentivano circa 3.000 kg di spinta con iniezione d'acqua al decollo e razzi ausiliari JATO (Jet Assisted Take Off) (decollo assistito da razzi) per il decollo, con ben 33 unità da 454 kg di spinta l'uno. L'armamento fu aumentato a due cannoni calibro 20 mm, controllati da un sistema radar A-5, capace di ricerca e attacco automatici, migliore rispetto al precedente B-4, che si era dimostrato sostanzialmente impreciso e scarsamente affidabile. Dotato di sonda standard per il rifornimento in volo, carburante ridotto a circa 60.000 litri, inclusi due serbatoi subalari con circa 15.000 litri di carburante, paracadute-freno, sistema di eiezione per i sedili dei piloti e del navigatore come dotazione standard. Il primo volo ebbe luogo il 30 gennaio 1953 e venne accettato in servizio già il mese successivo; per giugno il totale aveva raggiunto i 127 esemplari, dato importante se si considera che la guerra di Corea finì proprio in quel periodo. Con un totale di circa 1.600 velivoli costruiti tra il 1953 e il 1957 era normale che si procedesse ad alcuni aggiornamenti, denominati Phase I/IV. Essi riguardavano le ECM, i motori, l'impianto elettrico e altro. Il carrello venne più volte modificato e il peso al decollo passò da 91.000 e oltre 100.000 kg, con un raggio d'azione aumentato a oltre 3.200 km, circa il doppio di quanto possibile ai primi B-47, e senza considerare la sonda per il rifornimento in volo. Con il tempo, tutti i B-47 vennero portati a tale standard di produzione, e questo avvenne a partire dal 1955, quando quest'ultimo aggiornamento fu disponibile. In seguito, gli aerei continuarono freneticamente a essere aggiornati con nuovi programmi come il "Milk Bottle", che verteva sul rinforzo strutturale delle ali, a causa dei fenomeni di fatica che venivano riscontrati, specialmente sui B-47E adattati al programma "Pop Up", consistente nell'adattamento dei B-47 al volo a bassa quota, con rilascio in cabrata dell'ordigno nucleare.
- QB-47E: Versione prodotta da esemplari radiati dalla prima linea; era un aereo bersaglio per missili.
- RB-47B: Il primo modello da ricognizione del B-47, non entrato in produzione di grande serie, era dotato di macchine fotografiche. Entrò in servizio nel 1953, in numero limitato.
- RB-47E: lo Stratojet era una macchina ad alte prestazioni, quindi per definizione appariva idonea a un uso come ricognitore. Il modello RB-47E, dotato di un muso allungato per ospitare una batteria fotografica, entrò in produzione nel 1953 e per il 1955 erano stati costruiti 255 velivoli; ma già nel 1957 iniziò la radiazione.
- RB-47H, ERB-47H: la versione da ricognizione elettronica dello Stratojet, richiesta nel 1951 ed entrata in linea nel 1955, era un velivolo dotato di nuove apparecchiature come il radar AN/APS-54 e il rivelatore di emissioni radar APD-4. Il comparto bombe, nonostante le dimensioni ridotte, venne sostituito con una sala per l'analisi delle emissioni elettroniche, con tre membri d'equipaggio aggiuntivi, specializzati come "corvi", addetti alla ricognizione elettronica. Vi erano altre apparecchiature aggiuntive e l'armamento veniva mantenuto per la difesa. Questo salvò un RB-47 che, attaccato da MiG-17 nordcoreani nell'aprile 1965, riuscì a disimpegnarsi. I danni erano tali che solo tre motori funzionavano ancora a piena efficienza. L'equipaggio era rimasto incolume, ma i cannoni di grosso calibro dei MiG avevano reso l'aereo praticamente irreparabile. Un altro velivolo, nel luglio 1960, venne invece abbattuto dai caccia MiG (probabilmente un MiG-19) con 4 vittime, tra cui i 3 "corvi". I MiG erano una minaccia costante per questi speciali Stratojet, che eseguirono migliaia di missioni tutt'intorno al blocco sovietico fino al 1967, quando gli ultimi aerei, con base a Upper Heyford, nel Regno Unito, vennero ritirati.
- TB-47B: dal momento che il B-47 aveva caratteristiche di volo difficili da controllare, una versione da addestramento divenne necessaria, specie se si considera che lo Stratojet aveva una configurazione dell'abitacolo con posti in tandem. Con apposite modifiche, tra cui la rimozione di tutto l'armamento e l'aggiunta di un quarto membro dell'equipaggio (l'istruttore), ben 64 B-47B vennero realizzati partendo dagli esemplari della prima versione di serie del Boeing.
- WB-47B: la disastrosa stagione degli uragani nel 1954 ebbe tra gli altri effetti quello di convertire un B-47B come laboratorio volante, capace di penetrare gli uragani fino al loro occhio (allora non esistevano i satelliti meteorologici). Volare con una macchina difficile come il B-47 dentro un uragano non dev'essere stato facile, ma lo Stratojet aveva la potenza e l'aerodinamica per sopportare abbastanza bene tali estreme condizioni di impiego. Dal 1956 il WB-47B volò le sue missioni, con un totale di poco oltre le 120 ore, fino al 1963. Dal 1958 i dati che raccoglieva vennero integrati dal satellite meteorologico Tiros II, che appena un anno dopo lo Sputnik era già in orbita. Gli Stati Uniti avevano motivo e volontà per prendere in considerazione molto seriamente la minaccia delle perturbazioni estreme.
- WB-47E: modello da ricognizione meteorologica, con macchine fotografiche per riprendere le formazioni nuvolose e sistemi di raccolta di campioni d'aria. Il velivolo venne fornito, come modifica di cellule esistenti, al Servizio meteorologico nel 1963, ma gli ultimi di 34 esemplari vennero radiati cinque anni dopo, sostituiti da velivoli come il WC-130 (un Lockheed C-130 Hercules modificato).
- YB-56: dal momento che i primi B-47 erano chiaramente sottopotenziati a causa dei turbogetti disponibili (come si può sospettare dal numero di tali motori, ben sei, presenti sotto le ali), si indagò per trovare una soluzione più soddisfacente, e il nuovo motore, da installarsi stavolta in soli 4 esemplari, fu il J71. Ma dal momento che la cellula basica era ancora quella del B-47B, si decise che la rimotorizzazione non meritava un nuovo mission number e il progetto divenne l'YB-47C. Le cose sembravano andare per il meglio, e tale progetto sarebbe stato il "definitivo" Stratojet, ma il motore J71, capace di ben 4.500 kg di spinta, non era ancora affidabile a sufficienza, e venne deciso di non adottarlo. Visto che l'altra alternativa, il J57, era già "prenotata" per il B-52 (in ben 8 esemplari), nel 1952 il programma terminò, dopo che per un certo periodo un B-47B modificato, l'88º di tale versione, aveva compiuto vari voli sperimentali (con i J71).
- Programma Orenda: il B-47 divenne un banco-prova per i nuovi motori canadesi Orenda da 9.000 kg di spinta, necessari per il programma Avro Arrow. Un B-47B venne "prestato" al Canada per la sperimentazione di tale motore, che terminò nel 1959. Successivamente il velivolo venne restituito agli Stati Uniti e rottamato poco dopo.
- Rascal: un B-47 (rinominato DB-47/GAM-63) divenne una piattaforma sperimentale per questo missile, denominato GAM-63. Si trattava di un enorme ordigno, lungo oltre 9 metri, pesante più di 5.000 kg, e con una testata di circa 1.300 kg di tipo nucleare, che l'arma avrebbe dovuto portare sull'obiettivo con una velocità massima di quasi Mach 3 e un raggio d'azione di oltre 100 km. Ma il programma, iniziato nel 1949, terminò dopo nove anni con un sostanziale insuccesso, anche se non è certo se il missile divenne mai affidabile. "RASCAL" significa RAdar SCAnning Link, e si riferiva al sistema di guida dell'arma.
- RB-47K: 15 B-47 erano stati costruiti per la ricognizione meteorologica, anche se utilizzabili pure per quella fotografica. Rimasero in servizio tra il 1955 e i primi anni sessanta.
- YB-47F: nel 1953 due B-47E vennero modificati per essere usati come aerocisterne per altri Stratojet. Infatti i KB-50 e i KB-97 erano troppo lenti per i veloci B-47 da rifornire, aerei che mal tolleravano di volare a velocità ridotte mentre venivano caricati con grandi quantità di carburante, appesantendosi. Ma il sistema di rifornimento in volo adottato, di origine inglese, non ebbe successo per la criticità delle condizioni di volo che gli Stratojet possedevano. Il problema venne risolto con i turbogetti ausiliari per i KB-50.
- XB-47D: il B-47 era un velivolo esareattore, ma la possibilità di riequipaggiarlo con motori diversi non venne mai tolta dalle priorità. Infatti, due dei motori interni di un B-47B vennero sostituiti da due turboeliche T-49 da 9.000 cavalli, che erano la versione turboelica dei turbogetti J65 (di cui conservarono la turbina), a loro volta derivati dagli inglesi Sapphire. Il modello ebbe molti problemi iniziali con tali motori, che non avevano sufficiente affidabilità, ma i problemi vennero poi risolti via via. Il programma si trascinò tra il 1951 e il 1955, poi terminò nella convinzione che i turboelica non fossero il futuro dei bombardieri di prima linea; eppure il XB-47D raggiunse velocità di quasi 950 km/h, quasi identiche al modello esareattore, con l'addizionale vantaggio di ridurre la corsa d'atterraggio grazie alla possibilità di invertire la spinta delle turboeliche.

## Impiego

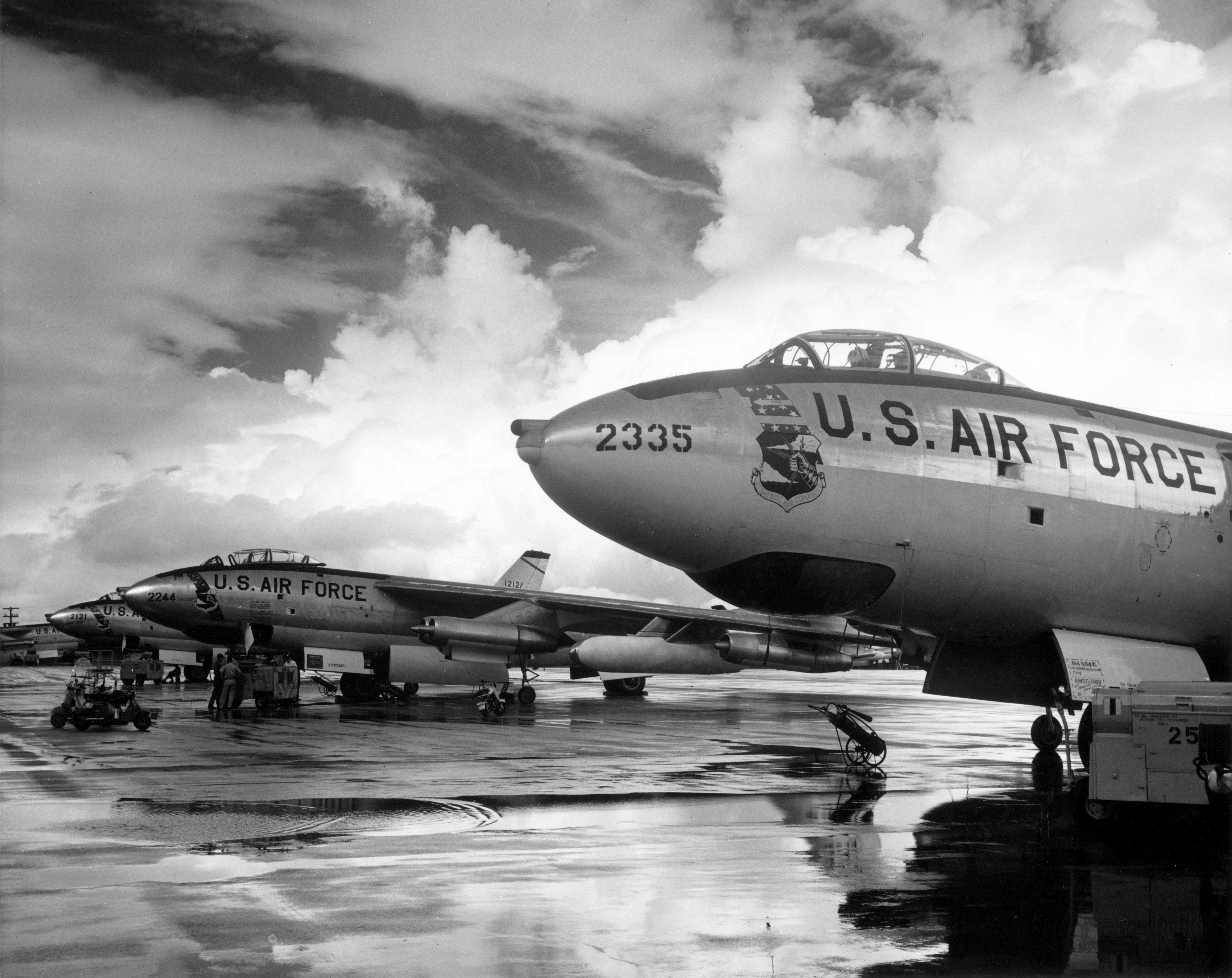
Unità di volo dello Strategic Air Command equipaggiato con i B-47.

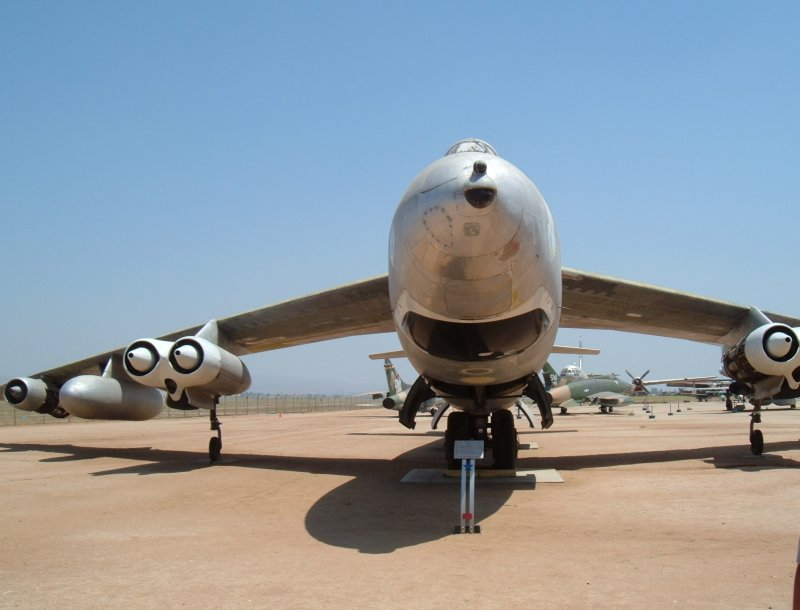
Il muso di un B-47 esposto al "March Air Field Museum", Stati Uniti, nel 2005

Il B-47 era una macchina da bombardamento sofisticata e innovativa, che non riusciva a mantenere l'operatività a livelli accettabili.
Il velivolo era troppo avanzato per quegli anni, e per il conflitto coreano non era ancora disponibile. Il B-47B era il primo modello operativo, ma i difetti "di gioventù", tipici dei progetti ancora immaturi, continuarono a perseguitarlo almeno fino alla fine del 1952. Successivamente però vennero massicciamente impiegati, tanto che equipaggiavano 8 stormi nel tardo 1953, 22 nel tardo 1954 e 27 due anni dopo. Si giunse a livelli di operatività straordinari, che consistevano in oltre 1.300 aerei presenti nei reparti, con un numero di aerei presenti in volo simultaneamente anche dell'ordine delle centinaia.
Il B-47 si poneva alla fine di un'era, quella delle quantità massicce dell'epoca bellica, e l'inizio di quella successiva, con macchine dotate di capacità tali da operare senza bisogno di essere impiegate in massicce formazioni, grazie anche alla potenza delle armi nucleari (poi termonucleari).
Lo Stratojet ottenne vari primati, come un volo di circa 18.000 km eseguito in 22 ore e 50 minuti (con quattro rifornimenti in volo), e la missione di volo non stop di oltre tre giorni con oltre 80.000 chilometri percorsi da un singolo velivolo. I programmi d'aggiornamento, iniziati dal 1952, continuarono con una frequenza incredibile per una macchina tanto grande e potente. Essi vertevano sulla manutenibilità e sull'aggiornamento del B-47, specie per l'elettronica, i motori e anche elementi strutturali. Il più importante, High noon" che portò dal 1952 in poi i B-47 allo standard dei B-47E, mentre il Pop-Up, era un programma che verteva nel far eseguire ai B-47 avvicinamenti a bassa quota, con strumenti migliorati con i radar doppler di navigazione e un attacco finale in cabrata, con lo sgancio dell'ordigno termonucleare durante la manovra. Solo una parte dei B-47 venne aggiornata a questo standard, poiché la fatica strutturale che tali missioni comportavano era tale da causare gravi problemi alle macchine, e mentre si cercava di risolverli il tempo passava inesorabile.
Si potrebbe credere che il B-47 fosse così potente, elegante e veloce com'era, un velivolo popolare, ma i piloti e gli equipaggi, per vari motivi, lo temevano, lo rispettavano, ma non lo "amarono" mai. Era difficile da pilotare ad alta quota, specie se a pieno carico, non perdonava errori, aveva una seria carenza di potenza e tendeva a diventare, almeno nei primi anni, una trappola mortale per gli equipaggi se qualcosa andava male. Sebbene nel 1954 si fosse dimostrato statisticamente il velivolo più sicuro dell'USAF, questo sostanzialmente non cambiò l'opinione di quanti lo impiegarono.
La sua carriera da bombardiere cominciò a declinare presto, con le prime radiazioni avvenute già nel 1957, quando ancora uscivano aerei dalla linea di montaggio. Il B-52 Stratofortress era infatti già comparso e la sua capacità di volare ad altissima quota (non casualmente si chiamava Stratofortress), portando a termine missioni intercontinentali senza la difficoltà di rifornirsi in volo più volte, lo rese una macchina ben più apprezzata del "piccolo" Stratojet.
Il B-47 non venne mai impiegato all'estero, tranne il programma Orenda canadese, e venne radiato dalla linea in fretta agli inizi degli anni sessanta, lasciando tuttavia che le versioni da ricognizione e sorveglianza elettronica, nonché i velivoli meteorologici, restassero in linea almeno fino al 1967.

## Cultura di massa

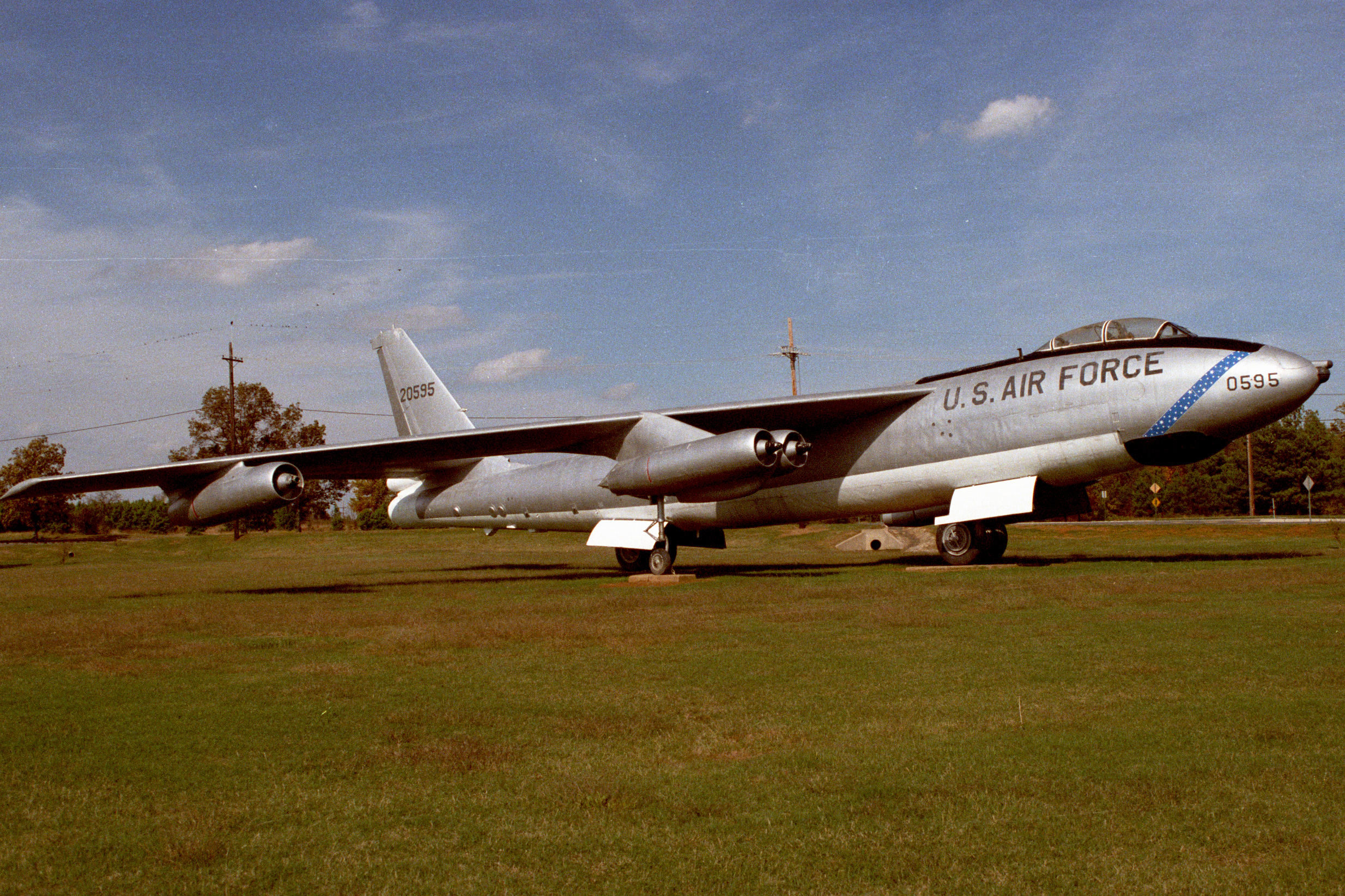
B-47 gate guardian presso la Little Rock Air Force Base di Jacksonville, Arkansas.

A tutt'oggi resta un velivolo sconosciuto ai più, perché non ha goduto né dell'iconografia relativa al Vietnam, conflitto praticamente successivo all'era del B-47, né della memoria dedicata a un velivolo rimasto nei cieli per sufficiente tempo (come ad esempio avvenne per i B-52 o gli F-104).
Si è trattato comunque del bombardiere occidentale a reazione prodotto nel maggior numero, dell'unico esareattore e del simbolo stesso della potenza del SAC (Strategic Air Command = "Comando aereo strategico") del periodo 1955-65.